# Cum a fost la război, tăticule?
Cum a fost la război, tăticule? (titlu original: What Did You Do in the War, Daddy?) este un film american de comedie din 1966 regizat de Blake Edwards. Rolurile principale au fost interpretate de actorii James Coburn și Dick Shawn. Filmările au avut loc la Lake Sherwood la 64 de km nord-vest de Hollywood.

## Prezentare
În timpul invaziei aliate în Sicilia, o trupă de soldați americani este desemnată să captureze micul oraș „Valerno”, dar la sosire, ei descoperă că orășenii i-au așteptat și vor să se preda de bunăvoie în fața americanilor, cu condiția ca să li se permită să finalizeze un meci de fotbal și un festival al vinului.
Urmează romantism și frivolitate, căpitanul Cash (Dick Shawn) este reticent, conform regulamentului militar, dar este convins de locotenentul Christian (James Coburn) să îndeplinească dorințele localnicilor. Confundând festivalul cu un atac, garnizoana locală germană a orașului vine în ajutorul italienilor, dar americanii ajung accidental să cucerească totul.

## Distribuție
- James Coburn - locotenentul Jody Christian
- Dick Shawn - căpitanul Lionel Cash
- Sergio Fantoni - căpitanul Fausto Oppo
- Giovanna Ralli - Gina Romano
- Aldo Ray - sergent Rizzo
- Harry Morgan - maior Pott
- Carroll O'Connor - general Max Bolt
- Leon Askin - colonel Kastorp
- Rico Cattani - Benedetto (ca Henry Rico Cattani)
- Jay Novello - maior Giuseppe Romano
- Ralph Manza - ospătar
- Vito Scotti - Frederico
- Johnny Seven - Vittorio
- Art Lewis - Needleman
- William Bryant - Minow
- Kurt Kreuger - căpitan german